# Pochyta insulana
Pochyta insulana là một loài nhện trong họ Salticidae.
Loài này thuộc chi Pochyta. Pochyta insulana được Eugène Simon miêu tả năm 1910.